# Рождество Богородично (Хотинец)
„Рождество Богородично“ (на полски: Cerkiew Narodzenia Przenajświętszej Bogurodzicy) е дървена гръкокатолическа църква, построена през 1671 г. в село Хотинец, Ярославски окръг наПодкарпатското войводство в Полша.
На 21 юни 2013 г., на 37-ата сесия на Комитета на ЮНЕСКО за световно наследство, проведена в Камбоджа, църквата „Рождество Богородично“, заедно с други дървени църкви от Карпатския регион на Полша и Украйна, е включена в списъка на световното наследство на ЮНЕСКО.

## Описание
Първото документално споменаване за строежа на църквата датира от 1671 година. Оригиналната църковна сграда е имала два или три купола върху корпусите си. Над притвора е имало параклис на Благовещение с външни галерии. Църквата е била преустройвана няколко пъти, по-точно през 1733, 1858 и 1925 година.
Църквата е една от малкото действащи гръкокатолически църкви в Полша, оцеляла след войната и следвоенните разрушения, свързани с последващото депортиране на населението. След депортирането на украинците през 1947 г. тя е затворена и след това прехвърлена към римокатолическата църква. През 80-те години тя отново е затворена поради своето лошо състояние. През 1990 г. храмът е върнат обратно на първоначалните собственици – гръкокатолическата общност. В периода 1991 – 1994 г. църквата е напълно обновена от енориашите.
Църквата се отличава със своята оригиналност и хармонична структура. Дървената църква е тридилна: в средата има олтар, неф, бабинец и притвор. Куполите на корпусите са осмоъгълни. Вход с двускатен покрив. Бабинецът е триетажен с два олтара. Оригиналната камбанария на църквата е била разрушена по време на Втората световна война, а през 1993 г. е добавена камбанария от 17 век от село Торки. Във вътрешността са запазени икони от 1735 и 1772 г., по-точно картина на Страшния съд на южната стена на нефа. След дълги години на изоставеност, част от живописите са изгубени, но е останал иконостас, вероятно от 1671 г., с икона на Богородица. Има и икона, изобразяваща Николай Чудотворец.